# Stizocera meinerti
Stizocera meinerti là một loài bọ cánh cứng trong họ Cerambycidae.